# Jančar
Jančar je nenaseljeni otočić u hrvatskom dijelu Jadranskog mora.Visok je 20 metara.
Njegova površina iznosi 0,058 km². Dužina obalne crte iznosi 0,97 km.